# داروهای بیهوشی استنشاقی

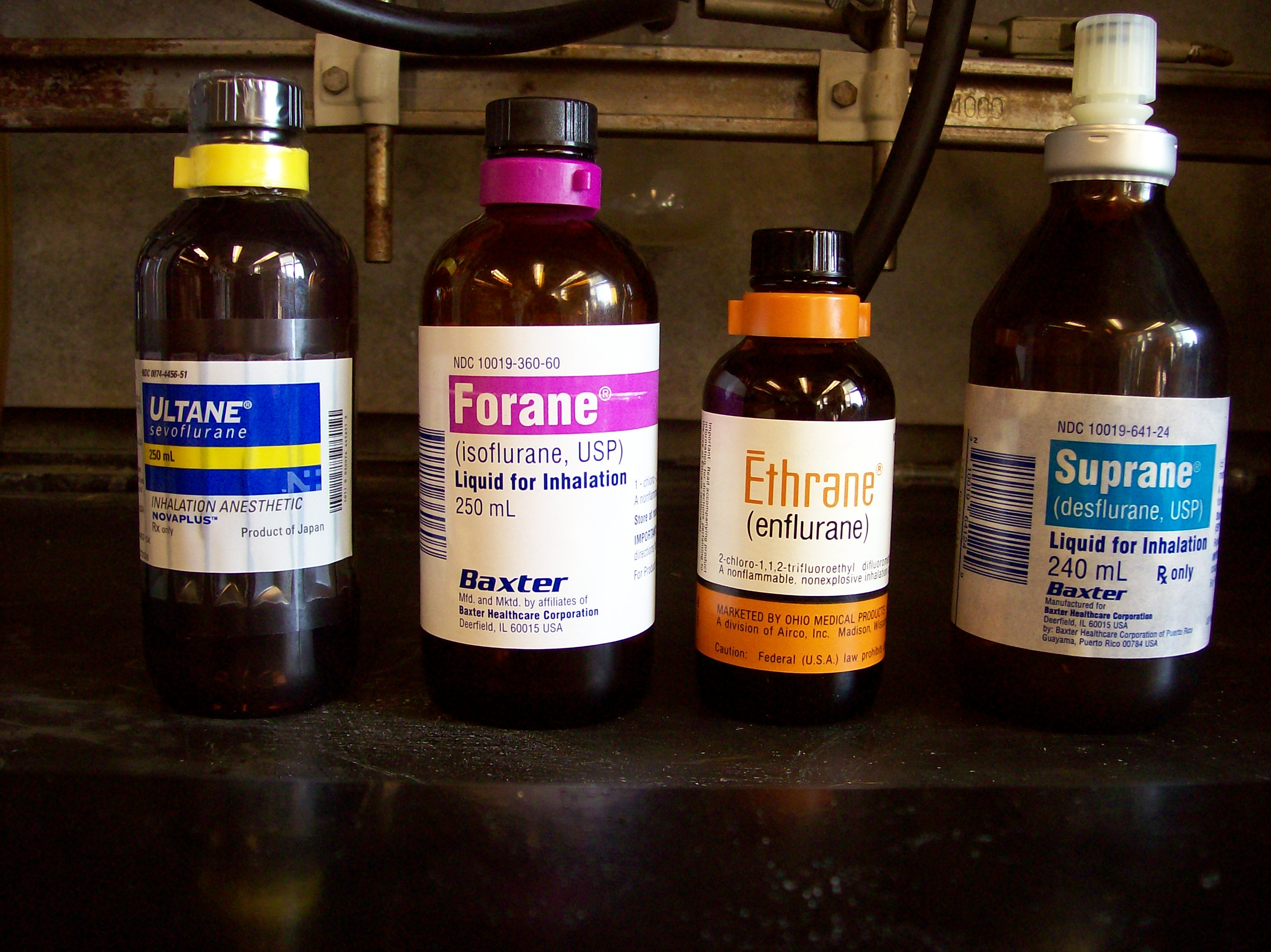
سووفلوران، ایزوفلوران، انفلوران و دسفلوران

داروهای بیهوشی استنشاقی ترکیبات شیمیایی هستند که دارای خواص بیهوشی بوده و بیمار با استنشاق آن، بیهوش می‌شود.
این دارو توسط متخصصان بیهوشی، پرستاران بیهوشی یا دستیاران بیهوشی با استفاده از ماسک، ماسک حنجره‌ای یا لوله تراشه که متصل به یک تبخیرکننده اختصاصی برای هر دارو و یک سیستم تحویل بیهوشی است به بیمار داده می‌شود. داروهای بیهوشی استنشاقی مورد استفاده، عبارتند از: ماده تبخیری مانند ایزوفلوران، سووفلوران و دسفلوران و گازهای بیهوشی، همچون اکسید نیتروژن و زنون.

## لیست داروهای استنشاقی

### استفاده در حال حاضر
- دسفلوران
- ایزوفلوران
- اکسید نیتروژن
- سووفلوران
- زنون
- کتافلوراین

### منسوخ شده
اگر چه برخی از مواد هنوز هم در بعضی از کلینیک‌ها و موارد تحقیقاتی استفاده می‌شود
- کلرواتان
- کلروفرم
- ۱٬۲-دی‌کلروتترافلوئورواتان
- سیکلوپروپان
- دی‌اتیل اتر
- انفلوران
- اتیلن
- Fluroxene
- هالوتان
- Methoxyflurane (درحال حاضر هم به عنوان یک ضد درد استفاده می‌شود)
- متوکسی پروپان
- تری‌کلرواتیلن
- وینیل اتر

### داروهایی که هرگز ارایه نشد
- Aliflurane
- Halopropane
- ۱٬۱٬۱٬۲-تترافلوئورواتان
- Roflurane
- Synthane
- Teflurane

## گازها
دیگر گازها و بخارات که می‌توان جهت ایجاد بیهوشی از آنان استفاده کرد، شامل دی نیتروژن مونوکسید، سیکلوپروپان و زنون است. این گازها در داخل کپسول گاز ذخیره شده و از جریان سنج به جای تبخیر کننده استفاده می‌کنند. اگرچه سیکلوپروپان یک گاز بسیار عالی برای بیهوشی است اما مدت زیادی است که به دلیل خاصیت انفجاری برای بیماران استفاده نمی‌شود. گاز زنون بدون بو می‌باشد و شروع اثر سریعی دارد، اما در عین حال گران‌قیمت بوده و نیاز به تجهیزات ویژه برای استفاده دارد. دی نیتروژن مونوکسید و حتی با غلظت ۸۰٪ بیهوشی مناسب برای جراحی را ایجاد نمی‌کند، بنابراین در بسیاری از افراد در فشار اتمسفر استاندارد از این گاز در کنار سایر گازهای بیهوشی استفاده می‌شود.

## بیهوشی در فشار بالای اتمسفر
تحت شرایط فشار بالا (بالاتر از فشار اتمسفر) سایر گازها مانند نیتروژن و گازهای نجیب مانند آرگون، کریپتون و زنون باعث بیهوشی می‌شوند. در فشار جزئی بالا (مثلاً فشار بیش از ۴ بار یا غواصی در عمق بیش از ۳۰ متر) نیتروژن به عنوان ماده بیهوشی عمل می‌کند و شرایط نیتروژن نارکوسیس را ایجاد می‌کند
با این حال حداقل میزان غلظت آلوئولی (MAC) برای نیتروژن تا قبل از فشار ۲۰ تا ۳۰ بار به‌دست نمی‌آید آرگون با فشاری بیش از دو بار به عنوان بی هوش‌کننده و زنون با غلظت ۸۰٪ در فشار اتمسفر نرمال قابل استفاده می‌باشد.

## تاریخچه
این مفهوم برای اولین بار در سال ۱۵۴۰ توسط پاراسلسوس استفاده شد. پس از آن حدود ۴۰ سال بعد در سال ۱۵۸۱ (به انگلیسی: Giambattista Delia Porta) از اتر برای بیهوشی انسان بدون انجام جراحی استفاده کرد.